# Pilar do Sul (kommun)
Pilar do Sul är en kommun i Brasilien.   Den ligger i delstaten São Paulo, i den sydöstra delen av landet, 900 km söder om huvudstaden Brasília. Antalet invånare är 26 411.
Följande samhällen finns i Pilar do Sul:
- Pilar do Sul

I omgivningarna runt Pilar do Sul växer i huvudsak städsegrön lövskog. Runt Pilar do Sul är det ganska glesbefolkat, med 36 invånare per kvadratkilometer.